# Aeroporto Internacional de Boa Vista
O Aeroporto Internacional de Boa Vista (IATA: BVB, ICAO: SBBV)  é um aeroporto internacional no município de Boa Vista, em Roraima. Dista 3,5 km do centro de Boa Vista. É o principal aeroporto do estado de Roraima, sendo também o aeroporto servido por voos regulares localizado mais ao norte do Brasil.
Inaugurado em 19 de fevereiro de 1973, passou por uma grande reforma em 1998, tendo sido ampliados o terminal de passageiros, a pista de pouso e decolagem e o pátio de manobras - sendo construída a pista de rolamento. Em 2023, o aeroporto passa a denominar-se Boa Vista Airport.

## Companhias Aéreas e Destinos
| Companhias Aéreas     | Destinos                         |
| --------------------- | -------------------------------- |
| Azul Linhas Aéreas    | Belém, Campinas, Manaus e Recife |
| LATAM Airlines Brasil | Brasília                         |
| Gol Linhas Aéreas     | Brasília e Manaus                |
| Trans Guyana Airways  | Georgetown                       |

## Movimento
| Ano  | Movimento (Passageiros) | %       |
| ---- | ----------------------- | ------- |
| 2003 | 87.711                  | ---     |
| 2004 | 114.023                 | + 30%   |
| 2005 | 144.486                 | + 26,7% |
| 2006 | 150.996                 | + 4,5%  |
| 2007 | 211.319                 | + 39,9% |
| 2008 | 205.180                 | - 2,9%  |
| 2009 | 190.469                 | - 7,17% |
| 2010 | 242.409                 | + 27,3% |
| 2011 | 341.885                 | + 41%   |
| 2012 | 336.530                 | - 1,57% |
| 2013 | 350.195                 | + 4,06% |

## Números
- Sítio aeroportuário

Área: 11.690.000,00 m²
- Pátio das aeronaves

Área: 78.490,00 m²
- Terminal de passageiros

Área: 4.958 m²
- Estacionamento

Capacidade: 152 vagas
- Balcões de check-in

Número: 9
- Estacionamento de aeronaves

Número de posições: 7
• Capacidade de passageiros/ano.
1,4 milhão

## Serviços
- Polícia Federal
- Receita Federal
- Ministério da Agricultura
- Vigilância Sanitária
- Posto de Fiscalização da Aviação Civil – PFAC/DAC
- Juizado de Menores

## Suporte
- Restaurantes
- Sala Vip
- Bancas de revistas
- Artesanatos
- Caixas eletrônicos
- Banco do Brasil
- Bradesco
- Caixa Econômica Federal
- Banco da Amazônia.

## Acesso
Localizado na Praça Santos Dumont 100, o Aeroporto Internacional de Boa vista está localizado a 3,5 km do centro da capital roraimense e, possui os seguintes acessos por transporte público:
.